# Paula Heimann

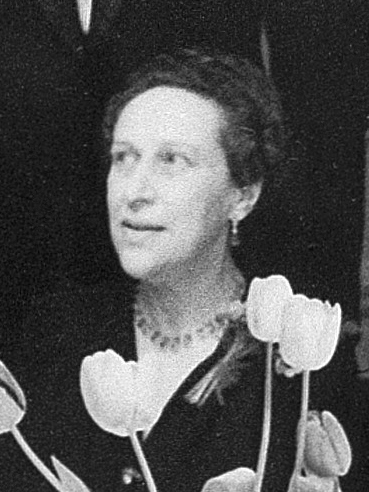
Paula Heimann

Paula Gertrud Heimann (geboren als Paula Gertrud Klatzko am 2. Februar 1899 in Danzig, Deutsches Reich; gestorben 22. Oktober 1982 in London) war eine deutsch-britische Psychiaterin und Psychoanalytikerin. Sie wurde vor allem dadurch bekannt, dass sie das Element der Gegenübertragung als wichtigen Bestandteil der psychoanalytischen Behandlungstechnik etablierte.

## Leben und Tätigkeit

### Leben in Deutschland
Paula Klatzko entstammte einer russisch-jüdischen Familie. Sie war das jüngste von drei Kindern.
Nach dem Schulbesuch studierte sie Medizin in Königsberg, Berlin und Frankfurt am Main. Das Staatsexamen bestand sie in Breslau. Dort lernte sie ihren späteren Mann, den Mediziner Franz Heimann, kennen. Gemeinsam gingen sie 1924 nach Heidelberg, wo sie bis 1927 blieben. Während dieser Jahre ließ Heimann sich zur Psychiaterin ausbilden. 1925 legte sie ihre Dissertation vor, die sich mit einem Thema in Bereich der Paralyse befasste.
Im Jahr 1927 zog Heimann mit ihrer Familie nach Berlin, wo sie zunächst in der Neurologischen Abteilung des Hufeland-Hospitals und dann in der Psychiatrischen Klinik der Charité (Cassirer'sche Neurologische Poliklinik) arbeitete. An der zuletzt genannten Einrichtung absolvierte sie auch ihre neurologische Fachausbildung. 1929 begann sie ihre psychoanalytische Fachausbildung bei Theodor Reik am Berliner Institut. Gemeinsam mit ihrem Mann war sie Mitglied der Internationalen Gesellschaft der Ärzte gegen den Krieg. Seit 1932 war sie außerdem Mitglied der Berliner Gesellschaft.

### Emigration
1933 musste Paula Heimanns Ehemann Deutschland aufgrund seiner politischen Ansichten verlassen. Er emigrierte in die Schweiz, Paula Heimann und ihre Tochter durften jedoch nicht nachfolgen. Daher wanderten Mutter und Tochter nach London aus.
Im Jahr 1934 wurde sie Sekretärin bei Melanie Klein, begann 1935 eine Analyse bei ihr und wurde deren enge Vertraute. Ihr medizinisches Staatsexamen legte sie 1938 in Edinburgh ab. Noch im gleichen Jahr wurde sie mit dem Vortrag Ein Beitrag zum Problem der Sublimierung in die Britische Psychoanalytische Gesellschaft (British Psychoanalytical Society) aufgenommen. Heimanns Beitrag On counter-transference  auf dem Psychoanalytischen Kongress 1949 in Zürich führte zu einem Bruch mit der Klein-Gruppe, da sie eine von der kleinianischen abweichende Auffassung von der Bedeutung der Gegenübertragung vertrat. Melanie Klein sah in ihr lediglich eine Störung des analytischen Prozesses. Für Paula Heimann hingegen war die emotionale Reaktion des Analytikers auf den Klienten ein wichtiges Instrument zur Erforschung von dessen Unbewusstem. Danach wandte sie sich der Gruppe der „Independent“ zu  und wurde 1958/59 die Analytikerin von Margarete Mitscherlich. Zu ihren Lehranalysanden zählte auch Alexander Mitscherlich.

## Familie
Aus ihrer Ehe mit Franz Heimann hatte Paula Heimann eine Tochter, Mirza (* 1925).

## Werke
- On countertransference. In: International Journal of Psychoanalysis. Bd. 31, 1950, S. 81–84.
- About Children and Children-No-Longer, HG: Margaret Tonnesmann, Vol 10. In: The New Library of Psychoanalysis, Published by Routledge (Taylor & Francis Group) 1990, ISBN 0-415-04119-8
- Bemerkungen zur Sublimierung. In: Psychologie des Ich. Wissenschaftliche Buchgesellschaft, Darmstadt 1974